# Rhododesmus priodus
Rhododesmus priodus är en mångfotingart som beskrevs av Cook 1896. Rhododesmus priodus ingår i släktet Rhododesmus och familjen Oxydesmidae. Inga underarter finns listade i Catalogue of Life.